# Крачунешти (Дамбовица)
Крачунешти (рум. Crăciunești) насеље је у Румунији у округу Дамбовица у општини Кобија де Сус. Oпштина се налази на надморској висини од 240 m.

## Становништво
Према подацима из 2002. године у насељу је живело 328 становника, од којих су сви румунске националности.